# NMDA型グルタミン酸受容体
NMDA型グルタミン酸受容体（エヌエムディーエーがたグルタミンさんじゅようたい）はグルタミン酸受容体の一種。記憶や学習、また脳虚血後の神経細胞死などに深く関わる受容体であると考えられている。他のグルタミン酸受容体サブタイプである AMPA受容体やカイニン酸受容体と異なり、NMDA（N-メチル-D-アスパラギン酸）がアゴニストとして選択的に作用することから分類された。

## 概要
中枢神経系を中心に生体内に広く分布し、リガンドであるグルタミン酸の結合を経て、陽イオンを透過する、イオンチャネル共役型受容体である。
リガンドを受容した NMDA受容体が透過させる陽イオンには特に選択性がなく、ナトリウムイオン (Na+) やカリウムイオン (K+) の他に、カルシウムイオン (Ca2+) も通すことが知られている。

## 構造
NR1 と NR2 のヘテロ2量体2セットからなる4つのサブユニットで構成されていると考えられており、ゆえに全ての NMDA受容体は NR1サブユニットを含む（ただしいくつものスプライスバリアントが報告されている）。NR2サブユニットにはさらに NR2A、NR2B、NR2C、NR2D の4種類がクローニングされており、それぞれ生体内での発現部位や発現時期が異なる。たとえば、NR2Dサブユニットは胎生期に選択的に発現するサブユニットであると考えられている。なお、NR2サブユニットにグルタミン酸の結合部位があると考えられている。
近年、新たに NR3A、NR3B という二つのサブユニットがクローニングされたが、これらはグルタミン酸結合部位を持たず、NR1 とヘテロ多量体を形成して陽イオンを通す、興奮性グリシン受容体として働くという報告もされている。

## 電気生理学的特性

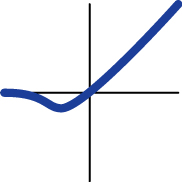
NMDA受容体のI-Vプロットのイメージ

NMDA受容体は通常不活性な性質を持つ。これは、細胞外からのマグネシウムイオンがこの受容体の活動を阻害しているためである（マグネシウム・ブロック）。ただし、これは膜電位が大きく負の時に限られている。そのため、膜電位が正であるか、−10～−20 mV 程度の範囲においてはマグネシウムイオン阻害がかからず、結果として受容体の電気生理学的特性はオームの法則に従う。膜電位が大きく負になるとマグネシウムイオンの阻害がかかり始め、−60～−70 mV 程度の静止膜電位に相当する膜電位では、ほとんど電流を流さない。これらのことから、NMDA型受容体は外向き整流性を持つ、と称される。また、刺激に応じて流す電流は、AMPA受容体に比べて遅く、持続的である。

## アゴニスト・アンタゴニスト

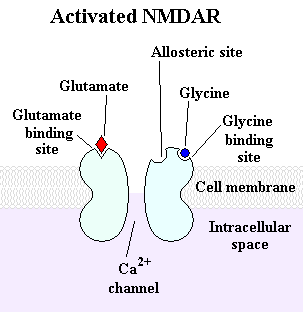
NMDA受容体(活性化時)

この受容体を構成する主要サブユニットの一つ、NR1 サブユニットにはグリシンを結合する部位があり、グリシンを結合していない NMDA型受容体は、グルタミン酸刺激によって活性化されない。また通常、細胞外マグネシウムイオン (Mg2+) によってチャネル活性が阻害されている（後述）ため、脱分極刺激などで Mg2+ を外してやらないと活動できない。つまり、活動には2種のリガンドと Mg2+ の除去が必要と言える。
従って、NMDA型受容体は、シナプス前終末からのグルタミン酸による刺激と、シナプス後膜の脱分極が同時に起こった時に活性化され、シナプス後膜からカルシウムイオンの流入を起こす、シナプス前終末とシナプス後膜の神経活動の同時検出器（coincidence detector）として機能している。
実際、研究現場においては細胞外の Mg2+ やグリシンの濃度を操作することでNMDA受容体由来の神経活動を操作するということが頻繁に行われている。
選択的アンタゴニストとしては競合阻害剤のD-AP5やアカンプロサート、開口チャネル阻害剤（機能的アンタゴニスト）のジゾシルピンやメマンチンなどが知られる。その他、機能的アンタゴニストとしてはミノサイクリンやアリピプラゾールなどがある。また、合成カンナビノイド類（WIN 55,212-2やCP 55,940）もNMDA阻害が示されている。

### 主な薬剤の結合部位と親和性
| 薬剤名（略称）                              | 結合部位                                  | 親和性（nM） | 作用                                     |
| ------------------------------------------- | ----------------------------------------- | ------------ | ---------------------------------------- |
| ミノサイクリン (MINO)                       | 不明 (IC50)                               | 00010        | 機能的アンタゴニスト（グルタミン酸阻害） |
| ミノサイクリン                              | 不明 (IC50)                               | 00020        | 機能的アンタゴニスト（NMDA阻害）         |
| WIN 55,212-2 (英語版)                       | カンナビノイド受容体                      | 00020        | 機能的アンタゴニスト（NMDA阻害）         |
| CP 55,940 (英語版)                          | カンナビノイド受容体                      | 00020        | 機能的アンタゴニスト（NMDA阻害）         |
| ミノサイクリン                              | 不明 (in vivo)                            | 0000?        | 機能的アンタゴニスト（PCP拮抗）          |
| アリピプラゾール (ARP, APZ)                 | 不明 (in vivo)                            | 0000?        | 機能的アンタゴニスト                     |
| ジゾシルピン (MK-801)                       | 開口チャネル阻害 (Ki)                     | 00030.5      | 機能的アンタゴニスト                     |
| 3-MeO-PCP (英語版)                          | PCP結合部位(Ki)                           | 00020        | アンタゴニスト                           |
| フェンサイクリジン (PCP)                    | PCP結合部位(Ki)                           | 00059        | アンタゴニスト                           |
| メトキセタミン (MXE) 別称：3-MeO-2'-Oxo-PCE | PCP結合部位(Ki)                           | 00259        | アンタゴニスト                           |
| フェンサイクリジン                          | [3H]-MK-801 (Ki)                          | 00313        | アンタゴニスト                           |
| ケタミン (Ketamine)                         | PCP結合部位(Ki)                           | 00659        | アンタゴニスト                           |
| メマンチン (Memantine)                      | PCP結合部位 (Ki)                          | 00670        | アンタゴニスト                           |
| メマンチン                                  | [3H]-MK-801 (IC50)                        | 01470        | アンタゴニスト                           |
| ケタミン R(-)体                             | 開口チャネル阻害、アロステリック機構 (Ki) | 01100        | 機能的アンタゴニスト                     |
| D-AP5 (英語版)                              | NMDA置換 (Kd)                             | 01400        | アンタゴニスト                           |
| ハロペリドール (HPD, HAL)                   | NR1A/NR2B (IC50)                          | 02000        | アゴニスト                               |
| アトモキセチン (Atomoxetine)                | 開口チャネル阻害 (IC50)                   | 03000        | 機能的アンタゴニスト                     |
| オセルタミビル (OT)                         | PCP結合部位 (IC14)                        | 03000        | アンタゴニスト                           |
| オセルタミビルカルボキシレート (OTC)        | PCP結合部位 (IC21)                        | 03000        | アンタゴニスト                           |
| ケタミン S(+)体                             | 開口チャネル阻害、アロステリック機構 (Ki) | 03200        | 機能的アンタゴニスト                     |
| デキストロメトルファン (DXM)                | PCP結合部位 (Ki)                          | 07253        | アンタゴニスト                           |